# Carl Marschütz
Carl Marschütz (* 4. September 1863 in Burghaslach; † 19. April 1957 in Los Angeles) war ein deutscher Unternehmer und Pionier der Fahrradindustrie. Er gründete die Hercules-Werke und legte damit den Grundstein für die Nürnberger Zweiradindustrie.

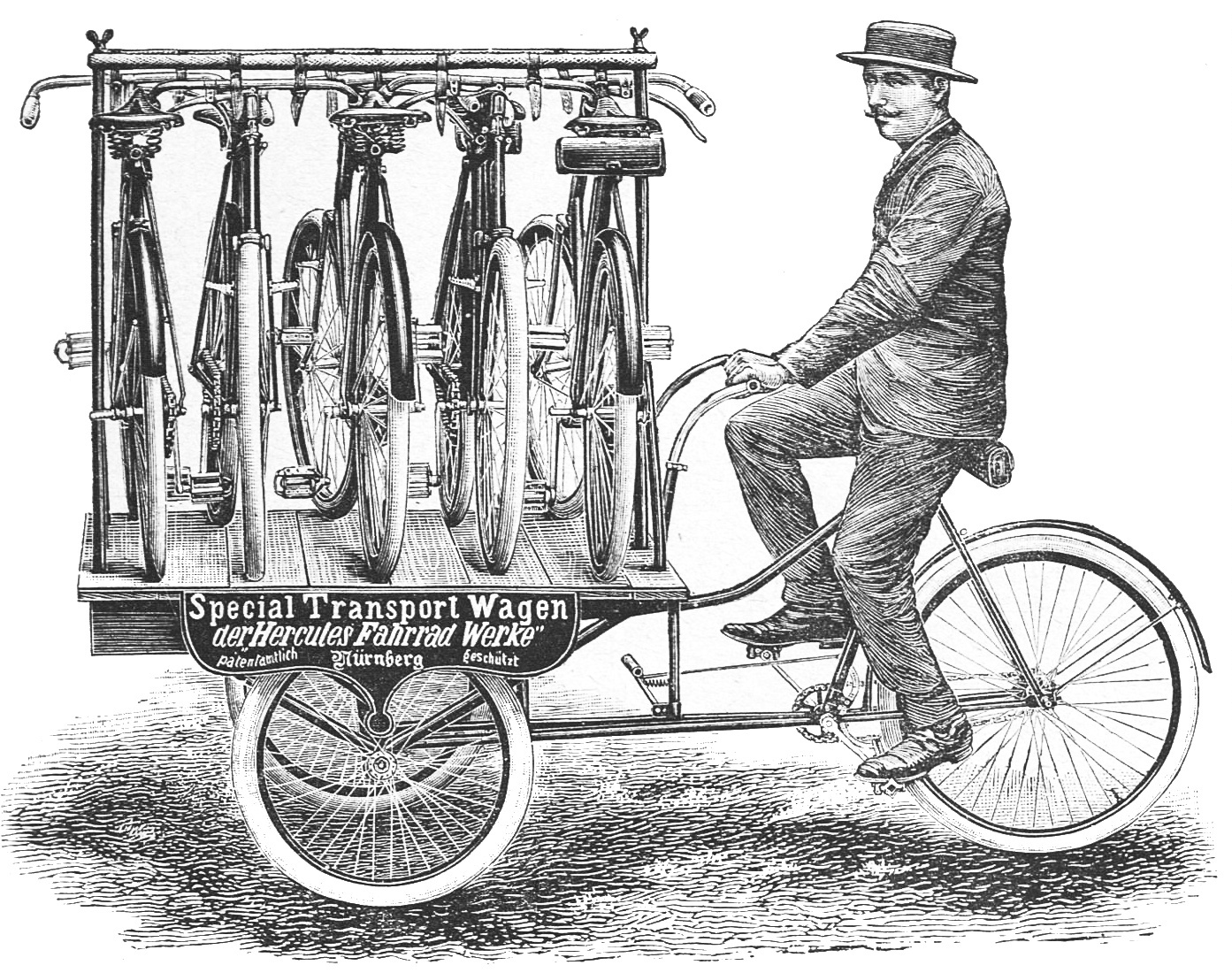
Volldampf, Deutsche Monatsschrift für Handel und Industrie, [https://digital.slub-dresden.de/id507686861-18980000/23 1898, VI. Jahrgang, No. 1, S. 29

## Leben
Carl Marschütz wurde am 4. September 1863 als Sohn eines Lehrers in Burghaslach geboren und ging nach dem Besuch der Realschule in eine Kaufmannslehre in der Eisenwarenhandlung und Kochherdfabrik von Joseph Goldschmidt in Neumarkt in der Oberpfalz.
Er entwickelte früh eine Begeisterung für Entwicklung des Velozipeds und erwarb mit 19 Jahren ein englisches Hochrad, das erste Fahrrad in Neumarkt.
Im Jahr 1882 lernte Marschütz den Mechaniker Eduard Pirzer kennen, der in Kleinserie Hochräder aus englischen Einzelteilen fertigte. Dadurch entwickelte Marschütz die Idee, eine eigene Fahrradproduktion aufzubauen. Es gelang ihm, Goldschmidt als Geldgeber zu gewinnen und so wurde am 12. Januar 1884 unter dem Namen „Velozipedfabrik Goldschmidt & Pirzer“ in Neumarkt Deutschlands erste Fahrradfabrik gegründet, aus der später die „Express-Werke AG“ hervorgingen.
Später übernahm Marschütz in Nürnberg eine Filiale mit Reparaturwerkstätte des Betriebs, verließ aber bald das Unternehmen und gründete gemeinsam mit seinen Brüdern Heinrich und Ernst am 5. April 1886 die Firma „Carl Marschütz & Co“, den Ursprung der Hercules-Werke AG.
1898 begann Marschütz, bedingt durch eine vorangegangene Absatzkrise im Fahrradbau, den Bau von elektrischen Lastautomobilen und Lastwagen mit Benzinmotor. Seit dem Jahr 1905 produzierte Marschütz auch Motorräder und gilt damit als Begründer der Nürnberger Motorradindustrie.
Nach dem Ersten Weltkrieg baute er die Motorradproduktion im Unternehmen weiter aus, während die Herstellung von Nutzfahrzeugen im Jahr 1926 eingestellt wurde.
Da Carl Marschütz Jude war, wurde sein unternehmerisches Wirken im Jahr 1938 durch die „Arisierung“ der Nationalsozialisten beendet. Die Gebrüder Marschütz waren gezwungen, ihre Aktien am Unternehmen weit unter Wert zu verkaufen und wanderten daraufhin in die USA aus. Von diesen Ereignissen berichtet Hilde Marshall, die Schwiegertochter von Carl Marschütz, als Zeitzeuge im Nürnberger Videoarchiv.
Am 19. April 1957 verstarb Marschütz in Los Angeles. Auf seinen Wunsch hin wurde seine Urne im neuen jüdischen Friedhof in Nürnberg beigesetzt.

## Ehrungen
In Nürnberg wurde die Carl-Marschütz-Straße, in der Nähe des ehemaligen Hercules-Werksgeländes, nach dem Unternehmer benannt.